# Grewia palawanensis
Grewia palawanensis är en malvaväxtart som beskrevs av Elmer Drew Merrill. Grewia palawanensis ingår i släktet Grewia och familjen malvaväxter. Inga underarter finns listade i Catalogue of Life.